# Gabriel Rongier
Pour les articles homonymes, voir Rongier.
Gabriel Rongier est un monteur français né le 30 avril 1921 à Marseille et mort le 13 août 1991 à Clichy. 

## Filmographie partielle
- 1948 : L'assassin est à l'écoute de Raoul André
- 1949 : Toâ de Sacha Guitry
- 1950 : Fusillé à l'aube de André Haguet
- 1950 : La nuit s'achève de Pierre Méré
- 1951 : Une fille à croquer de Raoul André
- 1951 : La Table-aux-crevés de Henri Verneuil
- 1951 : Cœur-sur-Mer de Jacques Daniel-Norman
- 1952 : Le Fruit défendu de Henri Verneuil
- 1953 : Le Petit Jacques de Robert Bibal
- 1953 : Une nuit à Megève de Raoul André
- 1953 : Horizons sans fin de Jean Dréville
- 1954 : Les Clandestines de Raoul André
- 1954 : Gamin de Paris de Georges Jaffé
- 1954 : Marchandes d'illusions de Raoul André
- 1955 : Cherchez la femme de Raoul André
- 1955 : Escale à Orly de Jean Dréville
- 1956 : Opération Tonnerre de Gérard Sandoz
- 1956 : L'Homme et l'Enfant de Raoul André
- 1956 : Les Pépées au service secret de Raoul André
- 1956 : Rencontre à Paris de Georges Lampin
- 1957 : Patrouille de choc de Claude Bernard-Aubert
- 1957 : Alerte aux Canaries de André Roy
- 1958 : Premier mai de Luis Saslavsky
- 1958 : Maxime de Henri Verneuil
- 1959 : Les Tripes au soleil de Claude Bernard-Aubert
- 1959 : Match contre la mort de Claude Bernard-Aubert
- 1961 : Auguste de Pierre Chevalier
- 1962 : A fleur de peau de Claude Bernard-Aubert
- 1963 : À l'aube du troisième jour de Claude Bernard-Aubert
- 1965 : Sursis pour un espion de Jean Maley
- 1965 : Dernier Tiercé de Richard Pottier
- 1965 : Mission spéciale à Caracas de Raoul André
- 1965 : Les Baratineurs de Francis Rigaud
- 1966 : La Bourse et la Vie de Jean-Pierre Mocky
- 1966 : L'Étrangère de Sergio Gobbi
- 1969 : Maldonne de Sergio Gobbi
- 1969 : Une fille nommée Amour de Sergio Gobbi
- 1970 : Vertige pour un tueur de Jean-Pierre Desagnat
- 1971 : Un beau monstre de Sergio Gobbi
- 1972 : Aimez-vous les uns les autres... mais pas trop de Daniel Moosmann
- 1973 : La Dernière Bourrée à Paris de Raoul André
- 1973 : L'Affaire Crazy Capo de Patrick Jamain
- 1975 : Quand la ville s'éveille de Pierre Grasset
- 1976 : Blondy de Sergio Gobbi
- 1977 : L'Aigle et la Colombe de Claude Bernard-Aubert
- 1978 : Les Filles du régiment de Claude Bernard-Aubert
- 1980 : Charlie Bravo de Claude Bernard-Aubert